# Sedum nevii
Sedum nevii är en fetbladsväxtart som beskrevs av Asa Gray. Sedum nevii ingår i Fetknoppssläktet som ingår i familjen fetbladsväxter. Inga underarter finns listade i Catalogue of Life.